# Abell 315
Abell 315 è un ammasso di galassie situato nella costellazione Balena alla distanza di circa 2 miliardi di anni luce, inserito nell'omonimo catalogo compilato da George Abell nel 1958.
È costituito da circa 10.000 galassie e ha una massa complessiva equivalente a 100.000 miliardi di masse solari.
Come altri ammassi, è dominato dalla presenza della materia oscura che rappresenta circa l'80% della sua massa totale.
La sua considerevole massa, e la conseguente imponente gravità, permette di sfruttarne l'effetto di lente gravitazionale.